# Lutuhyne
Lutuhyne (em ucraniano:  Лутугине, em russo:  Лутугино) é uma cidade da Ucrânia, situada no Oblast de Luhansk. Tem 5 km² de área e sua população em 2020 foi estimada em 17.738 habitantes.